# Jordan (zgodovinar)
Jordan (grško starogrško Ιορδάνης ο Αλανός, Iordánis o Alanós, slovensko Jordan Alan, latinsko Iordanis ali Iordanes) je bil bizantinski državni uradnik, verjetno gotskega porekla, ki je kasneje postal zgodovinar, * ni znano, † 6. stoletje.
Kot zgodovinar je napisal dve deli: Zgodovino Rimskega cesarstva in Zgodovino Gotov. Njegova Zgodovina Gotov je ob Historia Gothorum Izidorja Seviljskega edino obširno antično delo, ki se ukvarja z zgodnjo zgodovino Gotov. Drugi pisci, med njimi Prokopij iz Cezareje, so pisali o njihovi kasnejši zgodovini. 
Jordanova Getica (De origine actibusque Getarum, Izvor in delanja Getov (gotov)) je bila predmet več kritičnih pregledov. Jordan je pisal v pozni latinščini in ne v klasični ciceronski latinščini. V uvodu v Getico pravi, da je imel za pregled tistega, kar je napisal Kasiodor, na razpolago samo tri dni, se pravi da se je pri pisanju zanašal predvsem  na svoje znanje.

## Življenje
Jordan je o sebi mimogrede napisal:
Skiri in Sadagirci ter nekateri Alani  s svojim vodjem po imenu Kandak, so dobili Mali Skitijo in Spodnjo Mezijo. Parija, oče mojega očeta Alanoviamuta, se pravi moj stari oče, je bil tajnik tega Kandaka, dokler je bil živ. Sestrinemu sinu Guntigisu, ki se je imenoval tudi Baza in je bil poveljnik vojakov, ki je bil sin Andaga, sina Andele iz rodu Amalijcev, sem bil tajnik tudi jaz, Jordan, čeprav sem bil pred mojo spreobrnitvijo neuk  človek.
Parija je bil Jordanov stari oče po očetovi strani. Jordan piše, da je bil tajnik Kandaka, duxa Alanorum, sicer neznanega vodje Alanov. 
Prijatelj je Jordanesa prosil, naj napiše Getico kot povzetek več zvezkov Zgodovine Gotov rimskega državnika Kasiodorja, ki je takrat še obstajala, potem pa se je izgubila. Jordan je bil za to delo izbran zaradi njegovega zanimanja za zgodovino in gotskega porekla. Bil je  tajnik (notarius) Kandakovega nečaka Guntigis Baze in magister militum vodilnega ostrogotskega klana Amali v majhni, od Rima odvisni obmejni državi Mali Skitiji v sedanji  jugovzhodni Romuniji in severovzhodni Bolgariji.
To je bilo ante conversionem meam (pred mojo spreobrnitvijo). Narava in podrobnosti njegove spreobrnitve ostajajo nejasni. Goti so bili pokristjanjeni s pomočjo (Gota) Vulfile, ki je bil zato postavljen za škofa. Ob tem je treba poudariti, da so Goti sprejeli arijanstvo. Jordanova spreobrnitev je bila morda spreobrnitev v trinitarno nikejsko veroizpoved, kar se morda odraža v protiarijanstvu v nekaterih odlomkih Getice. Jordan v pismu Vigiliju omenja, da se je prebudil vestris interrogationibus - z vašim spraševanjem.
Druga možnost je, da je Jordan postal menih ali član duhovščine. Nekateri rokopisi pravijo, da je bil škof, nekateri pravijo celo, da je bil škof Ravene, čeprav imena Jordan ni na seznamu ravenskih škofov.

## Delo
Jordan je napisal rimsko zgodovino z naslovom Romana, njegovo najbolj znano delo pa je Getica, napisana v Konstantinoplu okoli leta 551. Romano naj bi napisal na ukaz nekega Vigilija, ki ga nekateri zgodovinarji istovetijo s škofom Vigilijem. Povezava med njima je sporna, ker ju povezuje samo enako ime.
Jordan v predgovoru svoje Getice piše, da prekinja delo na Romani na ukaz brata Castalija, ki je očitno vedel, da ima Jordan dvanajst zvezkov Kasiodorjeve Zgodovine Gotov. Castali je želel, da napiše samo kratek povzetek Kasiodorjeve Zgodovine, vendar je Jordan svoje pisanje dopolnil s podatki v svojem spominu in drugim razpoložljivim gradivom. Zgodovino je dopolnil z geografijo/etnografijo severa, zlasti otoka Skandza, ki naj bi bil pradomovina Gotov.
Zgodovino Gotov začenja s selitvijo legendarnega gotskega kralja Beriga z ladjami iz Skandze (Skandinavija) v Gotiskandzo (porečje Visle, sedanja Poljska), ki se je zgodila v davni preteklosti. Jordan piše, da je kralj Gotov postal Zalmoks, ki ga Herodot omenja kot getskega polboga. Goti so takoj, ko so si nekoliko opomogli od vojne z Agamemnonom, opustošili »Trojo in Ilij«. Srečali naj bi celo egipčanskega faraona  Vesosisa. Manj izmišljeni del Jordanovega dela se začne s spopadi Gotov  rimsko vojsko  v 3. stoletju n. št. Delo se zaključi s porazom Gotov v bitki z bizantinskim generalom Belizarjem in avtorjevo izjavo, da Getico piše v čast tistim, ki so premagali Gote po njihovi 2030 let dolgi zgodovini.

## Polemike
Več romunskih in ameriških zgodovinarjev piše o Jordanovem napačnem zamenjavanju Gotov z Geti. Po Jordanovih interpretacijah se večina zgodovinskih podatkov o Dačanih in Getih napačno pripisuje Gotom.
Arne Søby Christensen in  Michael Kulikowski trdita, da je Jordan v svoji Getici v zgodovino Dačanov in Getov vključil tudi množico izmišljenih dejanj.